# Turcs Orientals

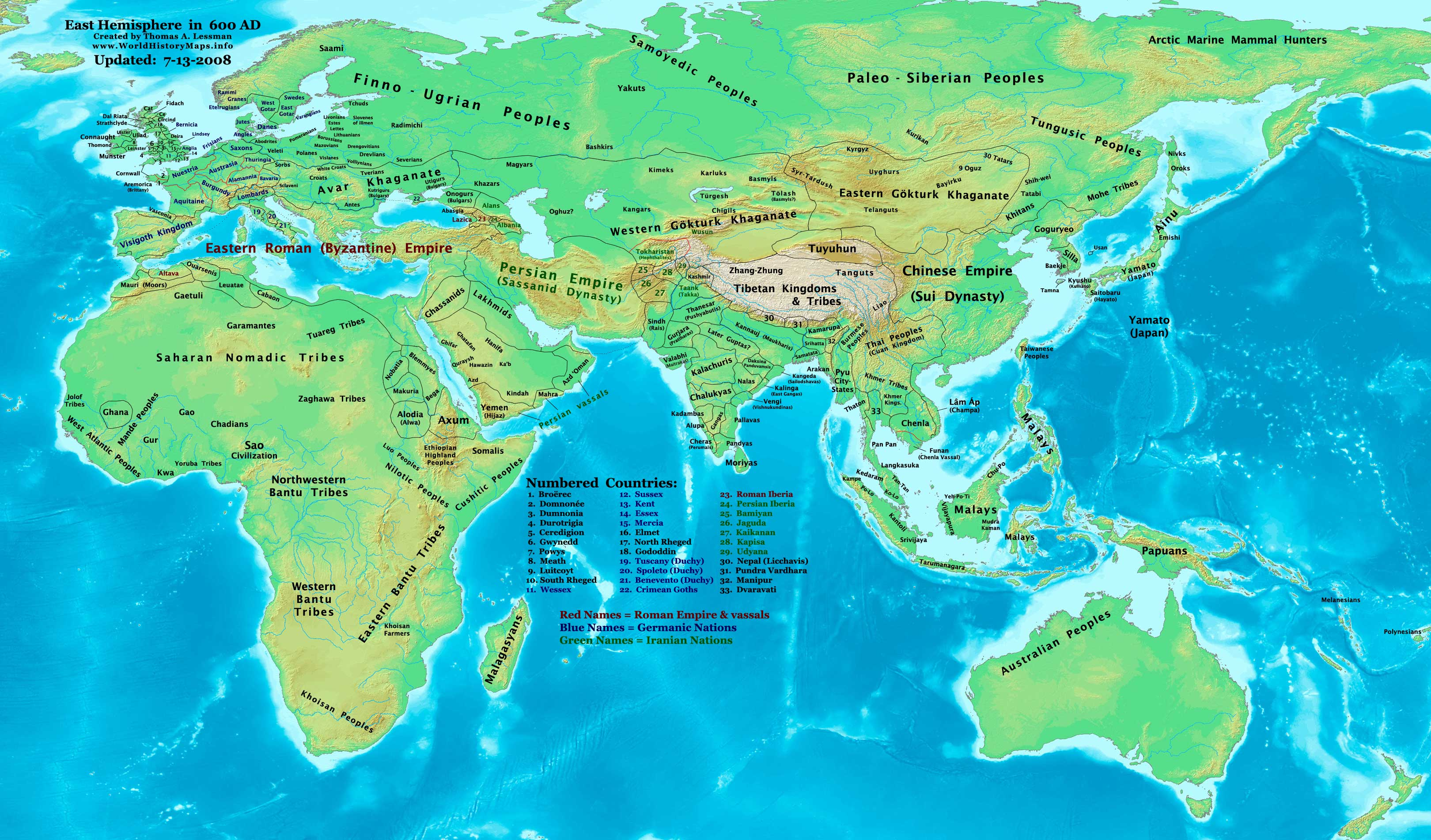
En lila, el kanat Turc Occidental i en blau, el Kanat Turc Oriental

El kanat dels turcs orientals (també coneguts com a Göktürks o Kök Türks) fou un estat turc que es va formar el 552.
Su-li-pat fou un títol que van portar els alts càrrecs dels turcs a l'alta edat mitjana, equivalent a gran magistrat. S'esmenta en relació als turcs orientals.

## Antecedents
Els t'ou-kiue eren una horda turcomongola vassalla dels juanjuan. La paraula T'ou-kiue era l'equivalent xinès del turc Turküt o simplement Turc (türk) que vol dir "fort". Estaven governats per T'ou-men (en xinès) més conegut per la seva transcripció de Bumin. Quan aquest va demanar la mà d'una princesa juanjuan li fou negada es va aliar al Si Wei del nord-oest de la Xina que li van concedir la mà d'una princesa imperial xinesa (551) i va fer la guerra als juanjuan. Va conquerir Mongòlia en pocs mesos i es va fer amo d'un territori entre l'oest de Manxúria i el nord de Sogdiana. Va establir la seva capital a l'alt Orkhon prop de la que després fou Karakorum.
Bumin va morir el 552 i els seus dominis es van repartir entre els dos fills: Muhan (553-572) kan dels turcs que va dominar sobre les hordes orientals, i Istami, yabghu (príncep) supeditat a l'anterior, que va governar sobre les hordes occidentals

## Formació del kanat
Muhan fou el primer kan dels turcs orientals, i kan de tots els turcs, ja que tenia com a vassall al seu germà Istami, kan dels turcs occidentals. La seva seu fou propera a Karakorum a l'alt Orkhon. El límit amb els occidentals era al Gran Altai i les muntanyes a l'est de Ha-mi.
En el país que ocupaven no tenien adversari. Els Kitan (khitan o K'i-tan) foren derrotats ben aviat (560). El rei de Txan-Txan (Lob Nor) va demanar la mà de la filla de Muhan vers el 565. Va morir el 572 o 573 i el va succeir el seu germà T'o-po.

## Evolució del kanat
El yabghu dels turcs occidentals. Istami, li va retre homenatge. Va morir el 581 i el va succeir Amrak breument seguit de Cha-po-lo. Entre el 581 i el 582 el yabghu dels turcs occidentals, Tardu, va trencar amb el gran kan oriental i va agafar el títol de gran kan, encoratjat per Xina, però després fou ajudat pels xinesos enfront de Tardu. A Cha-po-lo el va succeir el seu germà Mu-ho-tua el 587 que va morir en pocs mesos i va ser proclamat Tu-lan.
La primera guerra perso-túrquica es va lliurar entre 588 i 589 entre l'Imperi Sassànida i els principats heftalites i els Turcs Orientals. El conflicte va començar amb la invasió de l'Imperi Sassànida per part dels turcs i va acabar amb una decisiva victòria sassànida i la reconquesta de les terres perdudes al sud de l'Oxus i la captura de Chach i Samarcanda a mans de Vararanes Chobin.
El 589 es va formar un enemic a la frontera sud de la Gran Muralla quan la dinastia Suei va refer la unitat xinesa. Al mateix temps es va revoltar contra el kan turc oriental un aspirant al tron, de nom T'ou-li, que tenia l'ajut de la Xina, però Tu-lan el va derrotar al cap d'uns anys (599). Tu-lan va morir l'any 600 i per un temps dos pretendents es van disputar el poder. El 608 els xinesos van atacar a l'horda dels Tu-yu-huen, vassalla dels turcs, i els van expulsar cap al Tibet, apoderant-se de la regió del Koku Nor. El 608 els xinesos van ocupar també l'oasi de Ha-mi. El protegit xinès T'ou-li, governador de l'Ordos fou posat al tron. Va morir el 609 però el va succeir el seu fill Che-pi.
La dinastia dels Suei es va ensorrar després de la desastrosa campanya de Corea (612-614) i Che-pi es va revoltar i va estar a punt de capturar a l'emperador Yang-ti a la fortalesa de Yenmen al nord-oest de Shansi. La dinastia Suei es va extingir de fet el 618 durant les guerres civils del 616 al 621 que van donar pas a la dinastia Tang.
Encara que el Kanat dels Turcs Orientals va donar suport als Tang en el primer període de la guerra civil durant el col·lapse de la dinastia Sui, van començar a atacar i assaltar la frontera nord de l'Imperi Tang. Vers el 619 (o 620) a Che-pi el va succeir Hie-li. El 624 va fer una expedició contra la capital de la dinastia Tang, Chang'an, però després de diverses alternatives es va signar una pau o treva amb el general i príncep Li Shimin, que el 626 va arribar al tron de la Xina amb el nom de Taizong. El 23 de setembre del 626 Illig Qaghan va tornar a atacar Chang'an amb 100.000 homes i va reclamar tribut a Taizong, que no disposava de gaires soldats i va retreure el trencament de la treva i finalment es va fer la pau després que Taizong va fer un homenatge personalment i prometent nous tributs. T'ai-tsong no va tardar a moure's i va incitar la revolta de les tribus dels tolös o töläch (uigurs) del Tarbagatai (627), i els sir tarduch de Kobdo (628). El 628 un cap turc, de nom T'ou-li (T'ou-li II), es va aixecar amb suport xinès. El 630 Taizong va enviar les seves tropes a Mongòlia i va derrotar l'exèrcit dels Turcs Orientals a la batalla de Yinshan i va capturar Illig Qaghan. Amb la submissió de les tribus turques, els Tang van conquerir l'altiplà de Mongolia. A partir d'aleshores, els turcs orientals van quedar sotmesos a la Dinastia Tang Xinesa.

## Segon Kanat
El kanat es va reconstruir vers el 670 sota la direcció d'un descendent de l'antiga família reial, el kakhan Kutlugh (l'Afortunat) que és esmentat a una inscripció a Kosho-Tsaïdam (feta pel seu fill) com Elterich qaghan. La reconstrucció del kanat es presenta com una necessitat nacional, en què el poble recordava que havien tingut un imperi i ja no el tenien, havien tingut un kakhan i ja no el tenien. Kutlugh estava casat amb Ilbilgä, esmentada a la mateixa inscripció, i va començar com a cap de banda a la zona de l'Orkhon amb només 27 homes que aviat s'havien doblat, i al cap d'uns mesos ja eren 700. La inscripció detalla les conquestes dels pobles independents que va fer el kan: al nord els tokuz oghuz (nou oghuz), els kirguisos, els kurikan (suposadament un poble de la riba occidental del llac Baikal), els trenta tàtars, els khitai; al sud els xinesos. Va fer 47 campanyes i va combatre en 20 batalles i va poder reconstruir l'imperi amb centre a l'Orkhon i a les muntanyes Otükän (la moderna cadena muntanyosa de Khangai). En la seva tasca el kan fou ajudat per un hàbil polític, de nom Tonyukuk, un turc la família del qual havia ocupat en un moment donat un lloc hereditari a l'administració xinesa del districte fronterer de Yun-tchong, proper a l'actual Kuei-Hua-tch'eng al nord de Shansi. El 682 el kakhan va iniciar la guerra contra Xina assolant el nord de Shansi; el març del 683 va devastar el cantó de Kuei-Tcheu (Huau-lai-hien) al nord del pas de Nan-kou al nord-est de Pequín; l'abril del 683 va devastar el districte de Chan-yu (modern Suei-yuan); el juny del mateix any va matar el prefecte de Yu-tcheu o Wei-Tcheu (corresponent a Ling-k'iu al sud-est de Ta-t'ong), va fer presoner al governador de Fong-tcheu (que correspon a Yu-lin al nord de Shensi) i va assolar el districte de Lan-tcheu, al nord de Shansi. El 26 de desembre del 683 va morir l'emperador Kao-tsong i encara que la seva vídua l'emperadriu Wu Heou (o Wu Tsö-t'ien), va governar tirànicament i va restablir l'ordre a l'estat de moment no va poder aturar al kakhan que des de llavors va fer una expedició cada any contra el Shansi i l'Hopei. A la tardor del 684 una ràtzia cap a So-tcheu (que correspon a Cho-pong al nord de Shansi); el maig del 685 una fins a Hin-tcheu al nord de T'ai-yuan on un cos militar xinès fou derrotat; a l'abril del 687 una incursió fins a Tch'ang-p'ing al nord-oest de Pequín; finalment a la tardor del 687 un atac turc a la zona de Cho-ping fou rebutjat pels xinesos i els turcs van patir una seriosa desfeta.
L'emperadriu xinesa va instigar als Turgach o Turgäch (uigurs) que vivien a la regió de la moderna Semirètxia al curs inferior de l'Ili, contra els turcs orientals. Però el kan uigur Wu-tche-lö fou derrotat per Kutlugh (689) i va haver d'acceptar la seva sobirania
Kutlugh va morir entre l'agost i el novembre del 691 i el va succeir el seu germà anomenat en turc Baktshor i en xinès Mo-tch'o o Mo-tcho, que és esmentat com a Qapagan-qaghan a les inscripcions de l'Orkhon (va regnar del 691 al 716). La seva política va anar encaminada a donar suport a la legitimat Tang contra la usurpació de la vídua Wu Heou (o Wu Tsö-t'ien). Baktshor va fer diversos atacs a territori xinès: el 694 el districte de Ling-tcheu prop de Ning-hia, el 698 el districte de Wei-tcheu entre Siuan-hua i Ling-k'iu (a l'oest de Pequín); entremig va cooperar de fet amb els xinesos contra les hordes dels kitan (k'i-tan) un poble mongol que habitava al Leao-si i al Jehol i que havia començat l'expansió al sud atacants els centres comercials xinesos a la zona de Yong-p'ing, i sota la direcció del seu kan, Li Tsin-tchong, que era aliat dels turcs orientals, van derrotar en aquesta regió l'exèrcit xinès, però poc després el kan va morir i el seu fill que el va succeir, fou enderrocat i substituït per un altre kan que va rebutjar l'aliança turca. Baktshor va envair el territori kitan per restablir al kan enderrocat però no ho va aconseguir i llavors es va entendre amb la Xina per fer operacions militars concertades contra els kitan; per aquest acord els turcs van rebre nombroses peces de seda, arròs, armes i cuirasses i altres proveïments xinesos. El 697 els kitan, atacats a la vegada per turcs i xinesos, foren derrotats totalment. L'emperadriu vídua Wu Heou (o Wu Tsö-t'ien) confiant que l'aliança amb els turcs era permanent va intentar casar a un nebot seu amb la filla del kakhan i el príncep xinès va anar al campament del kakhan a la regió de les Arenes Negres (Karakum) al sud de la moderna Saïn Noyan, però el kakhan va rebutjar l'enllaç (698). La seva filla s'havia de casar amb l'emperador legítim de la Xina, apartat del poder efectiu per l'emperadriu, a la que va amenaçar que si enderrocava a la dinastia Tang envairia Xina amb totes les seves hordes, i a manera d'exemple va assolar el districte de Ling-wu prop de Ning-hia, i quan la cort xinesa va rebutjar les seves peticions va fer una expedició de pillatge al sud de Siuan-hua, va prendre per assalt Wei-tcheu (que podria ser Ling-k'iu al sud-est de Ta-t'ong), va saquejar Ting-tcheu al cor de l'Hopei entre Pao-ting i Tcheng-ting i va ocupar finalment Tchao-tcheu, retirant-se després amb milers de captius als quals va fer assassinar.
El 702 va saquejar el districte de Tai-tcheu al nord de Shansi. El 706 va derrotar completament el general xinès Cha-tch'a Tchong-yi al Ming-cha-chan a l'est de Tuen-huang i va assetjar la fortalesa fronterera de Ling-tcheu prop de la moderna Ning-hia. La gran victòria de Ming-cha-chan és celebrada a l'estela de Kocho-Tsaïdam, que explica la part que hi va tenir Kultegin, el nebot del kakhan turc. Fou tant el botí i els esclaus acumulats que es donava el cas que alguns esclaus posseïen al seu torn d'altres esclaus i els serfs eren propietaris d'altres serfs.
Baktshor va derrotar també els Bayirku que vivien a l'est a la regió de l'alt Kerulen, i als kirguisos, que vivien al nord, a la regió del Ienissei i del Tannu Ola (anomenat a l'estela muntanyes boscoses de Kogman) el kan dels quals va morir en combat. Ambdós pobles foren sotmesos. A l'oest va sotmetre temporalment a les dues faccions dels turcs occidentals, els Tu-lu i els Nu-che-pi (699). L'antic imperi dels Turcs s'havia reconstruït i només al baix Ili, al sud el Balkhaix o Baikal, el kan dels uigurs o turgach (o toläch), So-ko (706-711), fill i successor de Wu-tche-tö, va intentar de resistir i reagrupar als turcs occidentals fins que el 711 fou derrotat i mort pel kan Baktshor. L'estela de Kultegin diu que els turgach vivien a les muntanyes boscoses de l'Altun (Altai) i a l'alt Irtix. Al mateix temps que els turgach foren sotmesos un altre poble, els karluks, que vivien a la regió de l'Ili.
Quan el kan es va fer vell i va accentuar la seva tirania, alguns caps van passar al servei de la Xina. Els Bayirku de l'alt Kerulen, es van revoltar però foren derrotats completament a la riba del Tula, però a la tornada, quan passava per un bosc, fou atacat per un contingent de turcs rebels que el van matar el 22 de juliol del 716. El seu cap fou enviat pels Bayirku a l'ambaixador xinès que el va reenviar a Changngan.
La mort del kakhan fou seguida de desordres. Fou proclamat kan Bogu, fill de Baktshor, però poc després el seu cosí Kultegin va donar un cop d'estat a palau i va prendre el poder; Bogu fou executat juntament amb tota la família de Baktshor i els que havien estat els seus consellers. Kultegin no va assolir el títol de kakhan per a si mateix sinó que va posar en el lloc al seu germà gran que és esmentat a les inscripcions Bilgä qagham (l'emperador savi), i pels xinesos Mo-ki-lien, el qual va regnar del 716 al 734. Fins aquell moment era el kan de la tribu dels Syr Turcuch, càrrec per al qual havia estat nomenat pel seu oncle poc temps abans. Aquestes morts van provocar la revolta de les tribus i pobles sotmesos. L'estela de Kocho-Tsaïdam enumera la manera en què els dos germans van restablir l subjecció dels revoltats. Els primers foren els tokuz oghuz al mitjà Kerulen, i els tokuz tàtars, al Kerulen inferior (els trenta tàtars i els utuz tàtar vivien una mica més lluny). Van seguir els uigurs (Tolach) que vivien al Tarbagatai al sud-est de la cadena de l'Altai mongol, i els karluk (a la part oriental del llac Balkash), cadascun d'aquests dos darrers pobles dirigits per un sobirà que tenia el títol d'Eltabir. Els turcs occidentals van romandre independents però els dos germans, actuant d'acord, van poder restablir l'essencial del kanat dels turcs orientals. Bilga va recórrer als consells de l'antic ministre Tonyukuk.
Bilga o Bilgä va obrir el seu regnat atacant a la Xina on l'emperadriu vídua Wu Heu havia mort el 705 i des del 713 regnava un gran emperador de nom Hiuan-tsong (713-755) que tenia el propòsit de restablir la dominació xinesa a l'Àsia central. Tonyukuk va aconsellar al kakhan turc de no fer la guerra a la Xina després de sortir d'una guerra civil amb els seus cavalls més prims, les hordes afamades i els ramats dispersats, mentre els Tang estaven en ple renaixement. Bilgä va considerar establir un regne a l'Orkhon ben protegit per una muralla a l'estil xinès i construir monestirs budistes i taoistes, però Tonyukuk també ho va desaconsellar, ja que l'avantatge dels turcs era la seva mobilitat que els permetia atacar sobtadament quan l'ocasió era favorable, i desaparèixer quan no ho era, i que Buda i Lao-tseu ensenyaven la dolçor i la humilitat als homes cosa que no convenia a un poble de guerrers. El mateix Bilgä va escriure a l'estela de Kocho-Tsaïdam que un segle abans els turcs havien estat derrotats pels xinesos pel fet que s'havien deixat guanyar per les riqueses com l'or, la plata, la seda i havien perdut l'esperit guerrer. Tonyukuk va aconsellar restar als boscos d'Ötukän (és a dir a l'Orkhon i al Khangaï), tot i que va proposar la pau a la Xina (718) que fou rebutjada. Hiuan-tsong va ordenar l'atac al kanat, en aliança amb els basmil, una tribu truca de la regió de Ku-tch'eng (antic Pei-t'ing) i els K'i-tan (Kitan) del Leao-si i del Jehol, que havien d'atacar al mateix temps als turcs des del sud-oest i el sud-est. Bilgä es va avançar i es va presentar al Ku-tch'eng on va derrotar els basmil, als que va imposar la seva sobirania, i tot seguit va anar a assolar la zona fronterera xinesa del modern Kansu a la part de Kan-tcheu i de Leang-tcheu (720). Finalment es va acordar una pau que fou negociada entre el 721 i el 722. Per uns anys una relació de ferma amistat es va establir entre l'imperi xinès i els turcs orientals.
El 731 va morir Kultegin i el kakhan Bilgä va fer gravar a la seva tomba entre el llac de Kocho-Tsaïdam i el Kökchün Orkhon, a uns 60 km al nord de Karakorum, un elogi fúnebre. El 732 l'emperador xinès Hiuan-tsong hi va fer afegir una inscripció en xinès com a testimoni de l'amistat entre els dos pobles. Aquestes inscripcions, les primeres amb data establerta de la literatura turca, foren escrits en un alfabet anomenat impròpiament rúnic, derivat de l'alfabet arameu per mitjà de l'alfabet vell sogdià (Barthold va establir que alguns caràcters tenien condició independent i que eren ideogràfics), el mateix utilitzat en altres inscripcions aparegudes al Ienissei. Segons Barthold aquest alfabet s'hauria originat al segle vii o potser al segle vi, però fou substituït al segle viii per l'escriptura uigur, diferent encara que igualment derivada dels alfabets semítics septentrionals per mitjà del sogdià.
El 734 Bilgä fou enverinat per un dels seus ministres i la seva mort va provocar una sèrie de tumults que van posar en perill l'estat. El seu fill Yi-jan (nom xinès) va morir poc després i el va substituir el seu germà Tängri, encara jove, sota la regència de la khatun vídua de Bilgä, fins al 741 quan fou assassinat per un dels seus oficials, que portava el títol de Txad de l'est i que es va proclamar kakhan amb el nom de Ozmich qaghan. Les principals tribus vassalles, els basmil, els uigurs i els karluks, es van revoltar. Els basmil vivien al Ku-tch'eng, els uigurs entre Kobdo i el Selenga, i els karluks a la part oriental del llac Baikal, a la part del riu Iemil. El 744 Ozmich va morir en lluita contra els basmil que van enviar el seu cap a la cort de Chang'an. La família reial dels turcs orientals ja s'havia refugiat a la Xina el 743 fugint d'Ozmich. El 744 els Basmil van intentar ocupar l'Orkhon però foren rebutjats pels turcs dirigits pels caps tribals, però poc després van atacar la regió els uigurs, aliats segons es creu als karluks. El kan dels uigurs, esmentat a les fonts xineses com Kou-li P'ei-lo, es va proclamar kakhan a la regió de l'Orkhon i va agafar el nom de regnat de Kutlugh Bilgä (Kou-to-lou Pei-kia k'iu) que va obtenir l'aprovació de la cort dels Tang, i l'emperador Hiuan-tsong li va enviar el títol de Huai-jen. Els annals xinesos diuen que va regnar de l'Altai al Baikal, i va regnar un temps indeterminat (segons algunes fonts va morir el 745 i segons altres el 756), però va deixar un estat establert, el Kanat Uigur (744-840) amb capital a Kara Balgasun (llavors anomenada Ordubaligh, o vila de cort) a l'alt Orkhon, prop de la futura capital mongola de Karakorum.

## Llista de kans dels turcs i dels turcs orientals

### Turcs
- Bumin vers 545-552
- Qara-Issyk-Khan 552-553

### Turcs orientals

#### Primer kanat 553-630
- Muhan Khan 553-572
- T'o-po (Arslan Tobo Khan) 572-581
- Amrak 581
- Cha-po-lo (Shetu Baga Yshbara Khan) 581-587
- Mu-ho-tua 587
- Tu-lan (Yun Yollyg Dulan Khan) 588-599
- Zhangar Kimin Khan 597-608
- Qara Churin Turk Bogiu(Tardush) Khan 599-604
- Tu-li (Dugi Shibir-Khan) 608-609
- Che-pi 609-619
- Hie-li (Kat Il-khan Tugbir) 619-630
- Tu-li II (rebel) 628-630
- Ocupació xinesa 630-639
  - Che-pi II 630-649 (resistència a la Xina)
  - Si-mo, vassall de la Xina 639-?
  - Altres vassals vers 641-679
  - Nishu Beg (rebel a la Xina) 679-680
  - Funian (rebel a la Xina) 680-681

#### Segon Kanat681a744
- Kutlugh Khan 682-693
- Baktshor (Mo-tch'o o Mo-tcho, també Qapagan-qag) 693-716
- Bogu (Kuchuk Khan) 716
- Bilgä qagham (Mokilien Bilghe Khan) 716-734
- Kultegin (virtual kan) 716-731
- Izan khan (Yi-jan) 734-739
- Tängri o Tengri Khan 739-741
- Ozmich qaghan 741-744
- Kutlugh Bilgä 744, kan dels uigurs, Vegeu Kanat Uigur